# Jean Boucher (peintre)
Pour les articles homonymes, voir Jean Boucher et Boucher.
Jean Boucher, dit « Boucher de Bourges » (1575-1632), né à Bourges, est un peintre français.

## Biographie
Sa formation reste inconnue. Il se rend en Italie en 1596, à Rome et à Florence, avant de revenir à Bourges en 1600. Ce séjour lui permet de se familiariser avec les mouvements anti-maniéristes, qui feront naître en lui un style tout à la fois naturaliste et classicisant. Il visite Fontainebleau en 1602, et y réalise des dessins d'après Raphaël. 
Il se fixe définitivement à Bourges en 1604. Il reçoit alors plusieurs commandes, dont une série de portraits de Henri IV pour la ville de Bourges en 1605, ainsi que des décors (aujourd'hui disparus) pour le château de Montrond en 1606. Vite célèbre à Bourges, il achète la maison de la Tournelle, près de la cathédrale. Son atelier est attesté en 1621, et il y reçoit le jeune Pierre Mignard, dont il devient le premier maître. Il semble avoir eu une grande activité à la fin de sa vie (plusieurs toiles, projets pour les entrées du prince de Condé à Bourges en 1621, et de Louis XIII en 1622), mais l'année de sa mort est assez pauvre (peut-être souffrait-il de maladie ?), on note ainsi un Amour vainqueur (Bourges, musée de Berry).
Son style, plat et assez sec, se teinte parfois de naturalisme. Il semble avoir eu un goût pour la monumentalité, peut-être dû au fait que l'essentiel de son œuvre se compose de commandes religieuses. Ses dessins, remarquables, montrent un talent pour l'étude du nu.

Il sera inhumé dans l'église Saint-Bonnet de Bourges en 1632.

## Liste d'œuvres

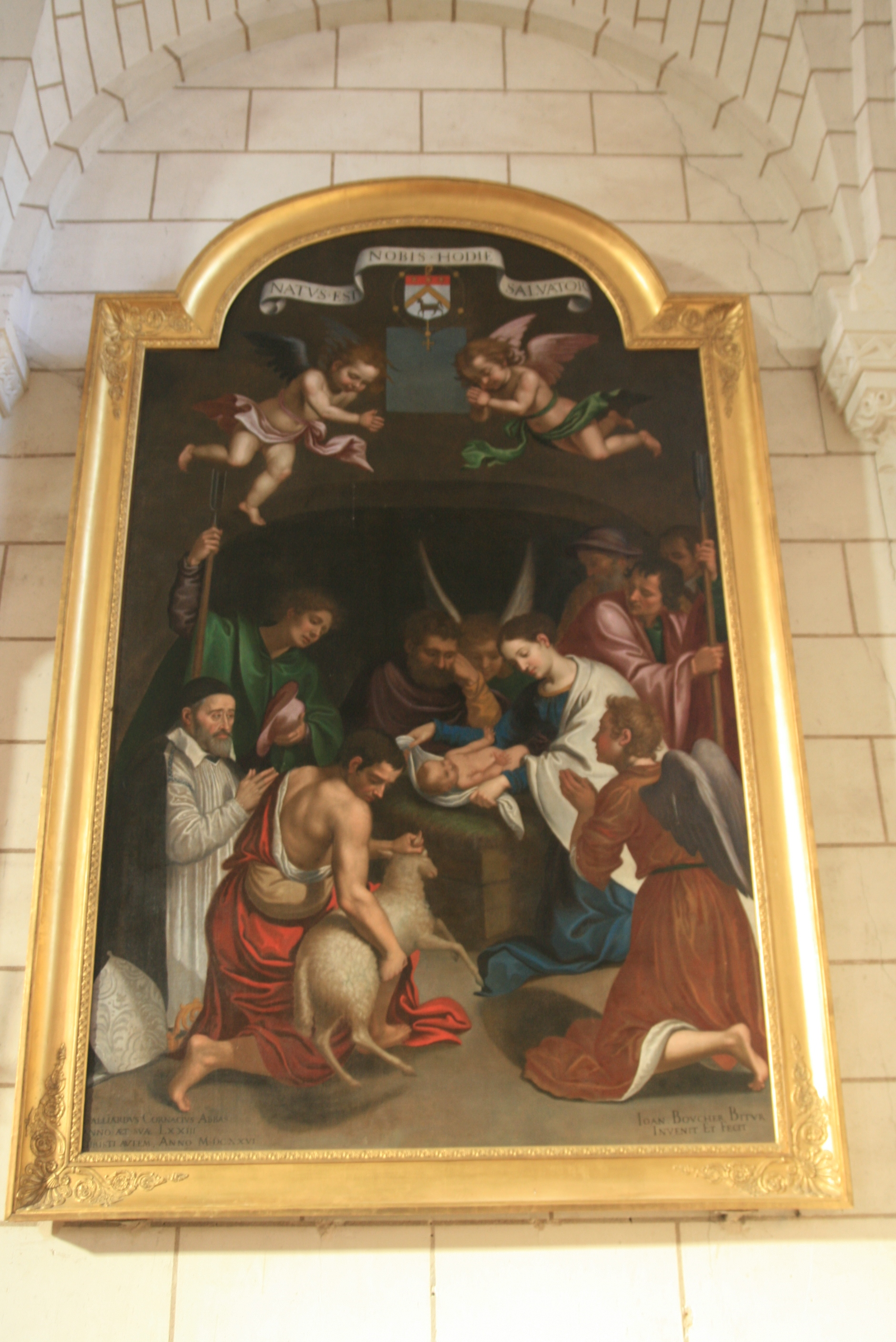
L'Adoration des bergers. - 1626 - église de Villeloin-Coulangé

- Madeleine en extase, 1604, Bourges, musée du Berry.
- Adoration des bergers, 1610, Bourges, cathédrale Saint-Étienne.
- Assomption, 1614, Montluçon, église Notre-Dame.
- Adoration des Mages, 1617, Plounez, église Saint Pierre.
- Les Onze Apôtres, 1618, Dijon, musée des Beaux-Arts.
- La Déploration sur le Christ mort,1618, Poitiers, Cathédrale Saint-Pierre.
- La Présentation au temple, 1620, Dijon, musée national Magnin.
- L'Assomption, 1621, le Puy-Notre-Dame, collégiale
- La Déploration du Christ, 1621, Angers, cathédrale Saint-Maurice
- Adoration des Mages, 1622, Bourges, musée du Berry, en dépôt à la cathédrale Saint-Étienne de Bourges.
- L'Adoration des bergers, 1626, Villeloin-Coulangé, église Saint-Michel. Cette œuvre fait l’objet d’un classement au titre objet des monuments historiques depuis le 12 mars 1907[1].
- Vierge à l'enfant, 1627, Blois, musée des Beaux-Arts.
- Le Christ en croix, 1629, Mehun-sur-Yèvre, église.
- Amour vainqueur, Bourges, musée du Berry.
- Nathanaël présenté au Christ par saint Philippe, Bourges, musée du Berry
- Sainte Anne avec la vierge et saint Joachim
- Saint Sébastien, Bourges, musée du Berry
- triptyque : Jean Boucher et sa mère, avec, entre, Saint Jean-Baptiste, Bourges, musée du Berry.
- Sainte Famille, église de Louvigny (Sarthe)[2]
- Satyre et bacchante, sanguine et craie sur papier beige. H, 0,170 ; L. 0,216 m[3]. Beaux-Arts de Paris. Ce dessin est signé et daté boucher Me fecit Romae / 1600. Le sujet est à rapprocher d'un groupe sculpté, dont l'original est vraisemblablement une œuvre d'Héliodore de Rhodes et dont des copies se trouvaient dans les collections Cesi et Farnèse de Rome. Ce dessin témoigne de la méthode de travail de l'artiste qui prend beaucoup de libertés avec son modèle et de son goût, marqué par les maniéristes[4].